# Жанле, Максимильен
Максимильен Гюстав Жанле (фр. Maximilien Gustave Janlet, 1903 — 8 декабря 1976) — бельгийский фехтовальщик, призёр чемпионатов мира.
Родился в 1903 году в Брюсселе. В 1928 году на Олимпийских играх в Амстердаме стал 4-м в командном первенстве на рапирах. На Международном первенстве по фехтованию 1930 года завоевал бронзовую медаль в командном первенстве на рапирах (в 1937 году Международная федерация фехтования признала все проходившие ранее Международные первенства по фехтованию чемпионатами мира). В 1932 году на Олимпийских играх в Лос-Анджелесе стал 4-м в командном первенстве на рапирах.